# Youssef Masrahi
Youssef Ahmed Al-Masrahi (arab. يوسف مسرحي; ur. 31 grudnia 1987 w Nadżranie) – saudyjski lekkoatleta specjalizujący się w biegach sprinterskich.
W 2007 zdobył złoto halowych igrzysk azjatyckich w sztafecie 4 × 400 metrów. Dotarł do półfinału biegu na 400 metrów podczas mistrzostw świata w Berlinie (2009). W tym samym roku sięgnął po dwa medale halowych igrzysk azjatyckich w Hanoi. W 2010 zdobył złoto i brąz na igrzyskach azjatyckich w Kantonie. W 2011 sięgnął po złoty i srebrny medal mistrzostw kontynentu w Kobe. W tym samym roku dwukrotnie stawał na najwyższym stopniu podium podczas igrzysk panarabskich w Dosze. W 2012 startował na igrzyskach olimpijskich w Londynie, na których dotarł do półfinału biegu na 400 metrów. Złoty medalista mistrzostw Azji oraz szósty zawodnik mistrzostw świata w 2013. W 2014 zdobył złoto oraz brąz igrzysk azjatyckich w Incheon. Podwójny srebrny medalista mistrzostw Azji w Wuhanie (2015). Medalista mistrzostw Arabii Saudyjskiej.
Pełnił funkcję chorążego reprezentacji Arabii Saudyjskiej podczas ceremonii zamknięcia igrzysk olimpijskich w Londynie.

## Osiągnięcia
| Rok  | Impreza                             | Miejsce   | Konkurencja             | Lokata     | Wynik   |
| ---- | ----------------------------------- | --------- | ----------------------- | ---------- | ------- |
| 2007 | Halowe igrzyska azjatyckie          | Makau     | sztafeta 4 × 400 metrów | 1. miejsce | 3:11,29 |
| 2009 | Mistrzostwa świata                  | Berlin    | bieg na 400 metrów      | eliminacje | 47,03   |
| 2009 | Halowe igrzyska azjatyckie          | Hanoi     | bieg na 400 metrów      | 2. miejsce | 47,49   |
| 2009 | Halowe igrzyska azjatyckie          | Hanoi     | sztafeta 4 × 400 metrów | 1. miejsce | 3:10,31 |
| 2010 | Igrzyska azjatyckie                 | Kanton    | bieg na 400 metrów      | 3. miejsce | 45,71   |
| 2010 | Igrzyska azjatyckie                 | Kanton    | sztafeta 4 × 400 metrów | 1. miejsce | 3:02,30 |
| 2011 | Mistrzostwa Azji                    | Kobe      | bieg na 400 metrów      | 1. miejsce | 45,79   |
| 2011 | Mistrzostwa Azji                    | Kobe      | sztafeta 4 × 400 metrów | 2. miejsce | 3:08,03 |
| 2011 | Mistrzostwa świata                  | Daegu     | sztafeta 4 × 400 metrów | eliminacje | 3:05,65 |
| 2011 | Igrzyska panarabskie                | Doha      | bieg na 400 metrów      | 1. miejsce | 45,44   |
| 2011 | Igrzyska panarabskie                | Doha      | sztafeta 4 × 400 metrów | 1. miejsce | 3:07,22 |
| 2012 | Igrzyska olimpijskie                | Londyn    | bieg na 400 metrów      | półfinał   | 45,91   |
| 2013 | Mistrzostwa panarabskie             | Doha      | bieg na 400 metrów      | 1. miejsce | 44,72   |
| 2013 | Mistrzostwa Azji                    | Pune      | bieg na 400 metrów      | 1. miejsce | 45,08   |
| 2013 | Mistrzostwa Azji                    | Pune      | sztafeta 4 × 400 metrów | 1. miejsce | 3:02,53 |
| 2013 | Mistrzostwa świata                  | Moskwa    | bieg na 400 metrów      | 6. miejsce | 44,97   |
| 2013 | Mistrzostwa świata                  | Moskwa    | sztafeta 4 × 400 metrów | eliminacje | 3:04,55 |
| 2013 | Igrzyska solidarności islamskiej    | Palembang | bieg na 400 metrów      | 1. miejsce | 45,18   |
| 2013 | Igrzyska solidarności islamskiej    | Palembang | sztafeta 4 × 400 metrów | 1. miejsce | 3:03,70 |
| 2014 | Puchar interkontynentalny           | Marrakesz | bieg na 400 metrów      | 3. miejsce | 45,03   |
| 2014 | Igrzyska azjatyckie                 | Inczon    | bieg na 400 metrów      | 1. miejsce | 44,46   |
| 2014 | Igrzyska azjatyckie                 | Inczon    | sztafeta 4 × 400 metrów | 3. miejsce | 3:04,03 |
| 2015 | Mistrzostwa Azji                    | Wuhan     | bieg na 400 metrów      | 2. miejsce | 45,14   |
| 2015 | Mistrzostwa Azji                    | Wuhan     | sztafeta 4 × 400 metrów | 2. miejsce | 3:02,62 |
| 2015 | Mistrzostwa świata                  | Pekin     | bieg na 400 metrów      | 8. miejsce | 45,15   |
| 2015 | Światowe wojskowe igrzyska sportowe | Mungyeong | bieg na 400 metrów      | 1. miejsce | 45,18   |
| 2023 | Mistrzostwa Azji                    | Bangkok   | bieg na 400 metrów      | 3. miejsce | 45,19   |
| 2023 | Igrzyska azjatyckie                 | Hangzhou  | bieg na 400 metrów      | 1. miejsce | 45,55   |

## Rekordy życiowe
- Bieg na 200 metrów – 20,87 (2016)
- Bieg na 400 metrów – 43,93 (2015) rekord Azji
- Bieg na 400 metrów (hala) – 47,49 (2009)

W 2008 Al-Masrahi ustanowił (nieaktualny już) rekord Arabii Saudyjskiej w biegu na 1500 metrów (4:11,28). 26 listopada 2010 saudyjska sztafeta 4 × 400 metrów w składzie Ismail Al Sibyani, Mohammed Al-Salhi, Hamed Al Bishi i Youssef Al-Masrahi ustanowiła rekord kraju na tym dystansie – 3:02,30. 2 listopada 2009 sztafeta w składzie Youssef Al-Masrahi, Ismail Al-Sabani, Hamed Hamadan Al-Bishi i Bandar Yahya Al-Sharakili ustanowiła halowy rekord kraju – 3:10,31.